# Oogklep

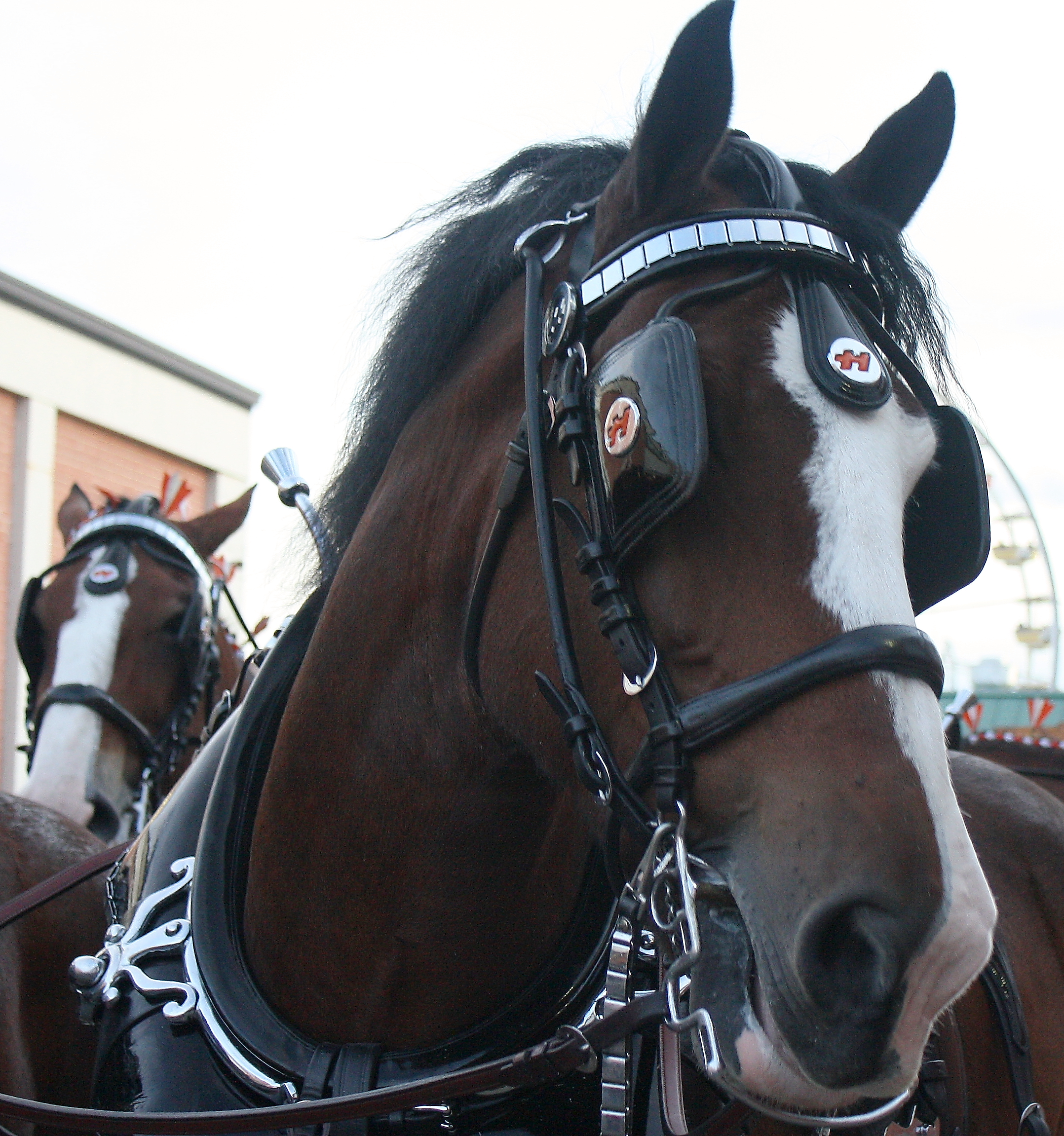
Aangespannen paarden met oogkleppen

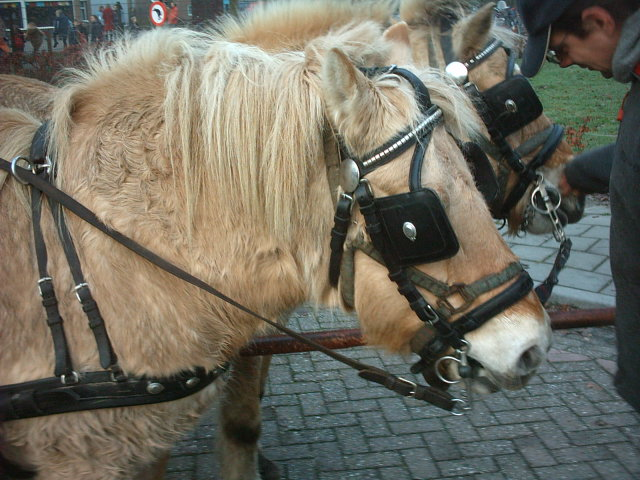
Ponies met oogkleppen

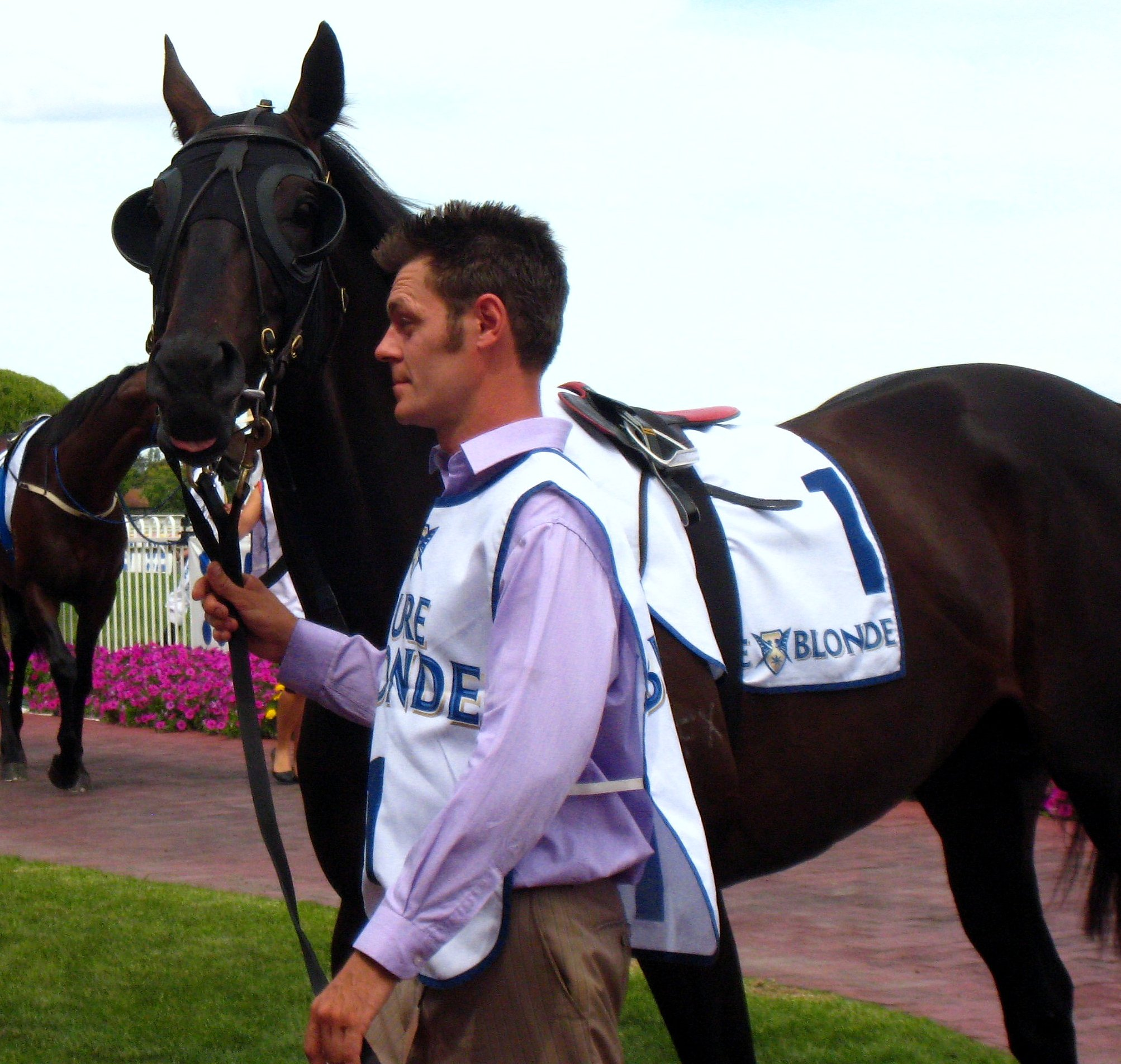
Een renpaard met oogkleppen

Een oogklep is een optioneel tuigdeel aan het hoofdstel van een paard. Ze worden altijd per paar gebruikt.

## Gebruik
Oogkleppen worden vooral gebruikt bij het mennen en in de rensport. Bij veel andere onderdelen van de paardensport zijn ze niet toegestaan omdat ze het gezichtsveld van de dieren te veel beperken en dit daar meestal ongewenst is.

## Werkzaamheid
De oogkleppen zorgen ervoor dat het paard een beperkt gezichtsveld heeft; meestal alleen recht vooruit. Het achterwaartse en grootste deel van het zijwaartse blikveld is gehinderd. Hierdoor is het paard minder vatbaar voor verstoring en resulterend vluchtgedrag vanwege bewegingen die hij anders achter zich en aan de zijkant zou zien. Het paard kan zich bovendien meer focussen op het recht vooruit lopen.
Is het hoofddoel van de oogklep in de rensport en mensport het vooral gefocust houden van het paard op de raceprestatie, bij paarden die aangespannen in het verkeer fungeren is de hoofdfunctie het voorkomen van een paniekreacties (vluchtgedrag) door bijvoorbeeld onverwachte weerschijn van ramen en spiegelruiten alsook mensenmenigten en ongewone objecten langs de kant van de weg.
Ook een paard dat moeite heeft met het ingaan van een paardenwagen voorafgaand aan transport kan tijdelijk voorzien worden van oogkleppen.

## Fabricage en vorm
Oogkleppen zijn meestal gemaakt van leer of van kunststof. Ze zijn vast verbonden met de bakstukken van het hoofdstel en zijn meestal bovenaan met verstelbare riempjes bevestigd aan de nekriem achter de oren van het paard, soms zijn ze vastgenaaid aan de frontriem.
Meestal zijn de verstevigde kleppen afgerond rechthoekig tot half ovaal van vorm. Ze staan enigszins bol naar buiten. Bij een luxueus galatuig is de buitenkant gemaakt van glimmend lakleer en voorzien van een rozet of een monogram. Oogkleppen die in de rensport gebruikt worden hebben meestal een klein doorkijkgat aan de achterkant van de klep.

## Uitdrukking
De uitdrukking oogkleppen op hebben betekent dat "ziende blind zijn" of "last hebben van tunnelvisie".